# 등전점
등전점(等電點, 영어: isoelectric point)은 다양성자성 산(polyprotic acid)의 평균 전하가 0이 되는 pH이다. 즉, H2A+과 A-의 농도가 같은 pH이다.

## 이양성자성 산의 경우
{\displaystyle [H_{2}A^{+}]={[HA][H^{+}] \over K_{1}}\ ;\ [A^{-}]={K_{2}[HA] \over [H^{+}]}}
{\displaystyle [H_{2}A^{+}]=[A^{-}]\Rightarrow {[HA][H^{+}] \over K_{1}}={K_{2}[HA] \over [H^{+}]}}
{\displaystyle \Rightarrow [H^{+}]={\sqrt {K_{1}K_{2}}}\ ,\ pH=-log{\sqrt {K_{1}K_{2}}}.}

## 같이 보기
- 겔 전기 영동법
- 헨더슨-하셀바흐_방정식